# Ніколаус Арндт
Ніколаус Арндт (нім. Nikolaus Arndt; 19 грудня 1928, Рівне — 2 травня 2016, Візентгайт) — німецький архітектор, історик і місцевий політик. Як історик, він переважно розглядав групу населення Німеччини та інші меншини в Східній Європі в контексті загальноєвропейського спостереження. Ініціював історичну асоціацію Волині.

## Життєпис
Ніколаус Арндт народився в тогочасному польському Волинському воєводстві, на заході України. Після пакту Ріббентропа-Молотова 1940 року його сім'я переїхала в окуповану Польщу (західну Куявіш-Брест, район Лєслав в Вартланде). 1941 року мати померла від черевного тифу. З іншими школярами він був використаний 1944 року у важкій зенітній батареї в Познані. За цей час він також надавав послуги перекладача для радянських військовополонених. З січня 1945 року став солдатом вермахту в битві за Берлін. У травні 1945 року Ніколаус Арндт потрапив у радянський полон, з якого був звільнений у липні 1945 року. Під час ув'язнення в таборах Ландсберг / Варт і Вольденберг його викликала поліція табору для послуг перекладача. Побувавши в середній школі в Кітцінгене з весни 1946 по березень 1947, у якій закінчив запропонований рік повторення із завершенням середньої школи, він знову залишив батьків та інших родичів і переїхав у Штутгарт. Після початку своєї професійної кар'єри в архітектурному бюро швабахер (до 1957 року) і як будівельний інспектор при управлінні князівськими банками Кастельшен і різним майном сільського і лісового господарства принца Кастелла (до 1962 року) він дедалі частіше займався власними проєктами планування. З 1963 року він заснував свій архітектурний офіс у Візентальте і успішно працював як інженер-будівельник і незалежний архітектор до кінця 1980-х років.
На додаток до формування сім'ї і участі в місцевих асоціаціях і в місцевій політиці він почав сімейні дослідження в середині 60-х років і відвідав родичів, розкиданих по декількох європейських країнах з часів Першої світової війни. 1970 року вийшла його перша книга «Shitomirer Арндт» про покоління історії поселень його сім'ї в Волині.
Понад вісім років він працював у Федеральному органі німецько-польського суспільства (Дюссельдорф). Він вивчав історію в університеті Юліуса-Максиміліана в Вюрцбурзі. У своєму нижньому Франконське рідному місті Вісентейде він був прихильником створення партнерства з Руйяком.
Спільна ініціатива Н. Арндта і пастора Гуго Карл Шмідта (1909—2009) призвела 1975 року до створення історичної асоціації Волині. Асоціація присвячена дослідженню історії волинських німців на Волині. Арндт також був головою і співредактором видавничої серії Volhynische книг. У квітні 2014 року Генеральна асамблея обрала його почесним головою.
З 1981 року він був членом історико-регіональної комісії в Познані і німців у Польщі зі штаб-квартирою в Майнці і Марбурзі. Після 1976 він більш як вісім років обіймав посаду заступника районного адміністратора в районі Кітцінген.